# Justin Bour
Justin James Bour (ur. 28 maja 1988) – amerykański baseballista występujący na pozycji pierwszobazowego w Los Angeles Angels.

## Przebieg kariery
Bour studiował na George Mason University, gdzie w latach 2007–2009 grał w drużynie uniwersyteckiej George Mason Patriots. W czerwcu 2009 został wybrany w 25. rundzie draftu przez Chicago Cubs. Po występach w klubach farmerskich tego zespołu, najwyżej na poziomie Double-A w Tennessee Smokies, w grudniu 2013 został zawodnikiem Miami Marlins. Sezon 2014 rozpoczął od występów w New Orleans Zephyrs (Triple-A). 4 czerwca 2014 został przesunięty do 40-osobowego składu Miami Marlins i dzień później zadebiutował w Major League Baseball w meczu przeciwko Tampa Bay Rays jako designated hitter, w którym zaliczył dwa uderzenia, w tym RBI single. Pierwszego home runa zdobył 19 września 2014 w meczu z Washington Nationals
17 maja 2015 w spotkaniu z Atlanta Braves w drugiej połowie dziewiątej zaliczył pierwsze dla Marlins odbicie, co pozbawiło miotacza Braves Shelby'ego Millera zanotowania no-hittera. We wrześniu 2015 uzyskał średnią 0,290, zdobył 9 home runów, zaliczył 25 RBI i został wybrany najlepszym debiutantem miesiąca w National League. W głosowaniu do nagrody NL Rookie of the Year Award zajął 5. miejsce.
10 sierpnia 2018 został zawodnikiem Philadelphia Phillies, zaś w grudniu 2018 Los Angeles Angels.